# Helenoperla malickyi
Helenoperla malickyi är en bäcksländeart som beskrevs av Ignac Sivec 1997. Helenoperla malickyi ingår i släktet Helenoperla och familjen jättebäcksländor. Inga underarter finns listade i Catalogue of Life.